# 清水山城 (対馬国)
清水山城（しみずやまじょう）は、長崎県対馬市厳原町西里の清水山（標高206メートル）にあった安土桃山時代の日本の城。国の史跡に指定されている。

## 概要
豊臣秀吉が文禄・慶長の役に際して本陣の名護屋城から朝鮮への経由地となる壱岐と対馬に兵站基地となる城を築くことを命じ、厳原の西にある清水山上に毛利高政によって築城されたと伝えられている。
現在は一部の石垣のみが残されており、山麓の厳原市街地からも見ることができる。

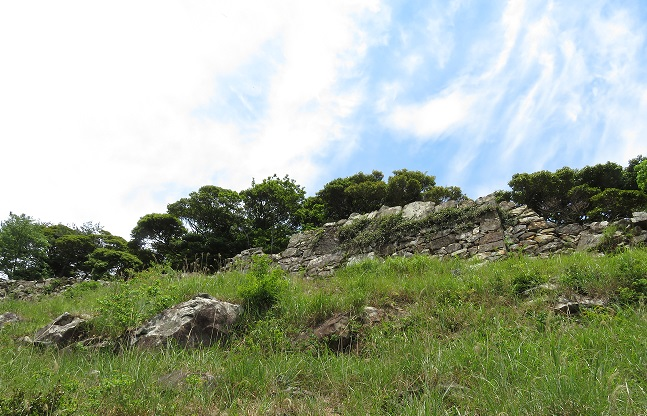
三の丸　石垣
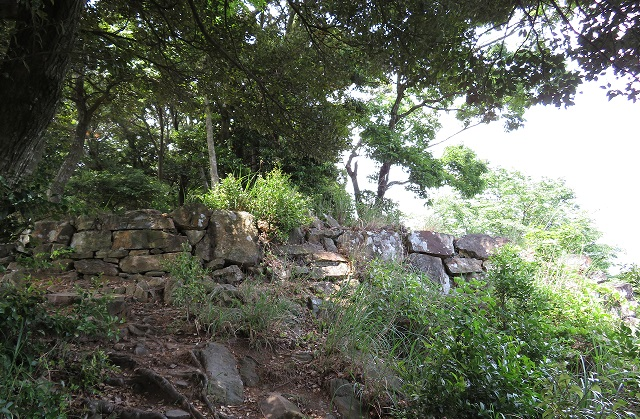
二の丸 石垣
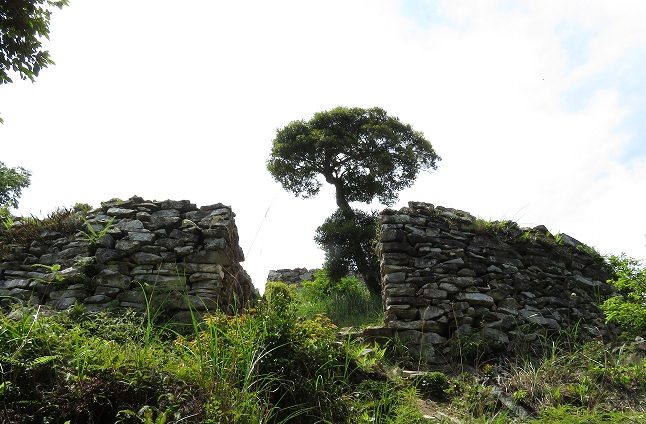
一の丸 石垣

## 周辺

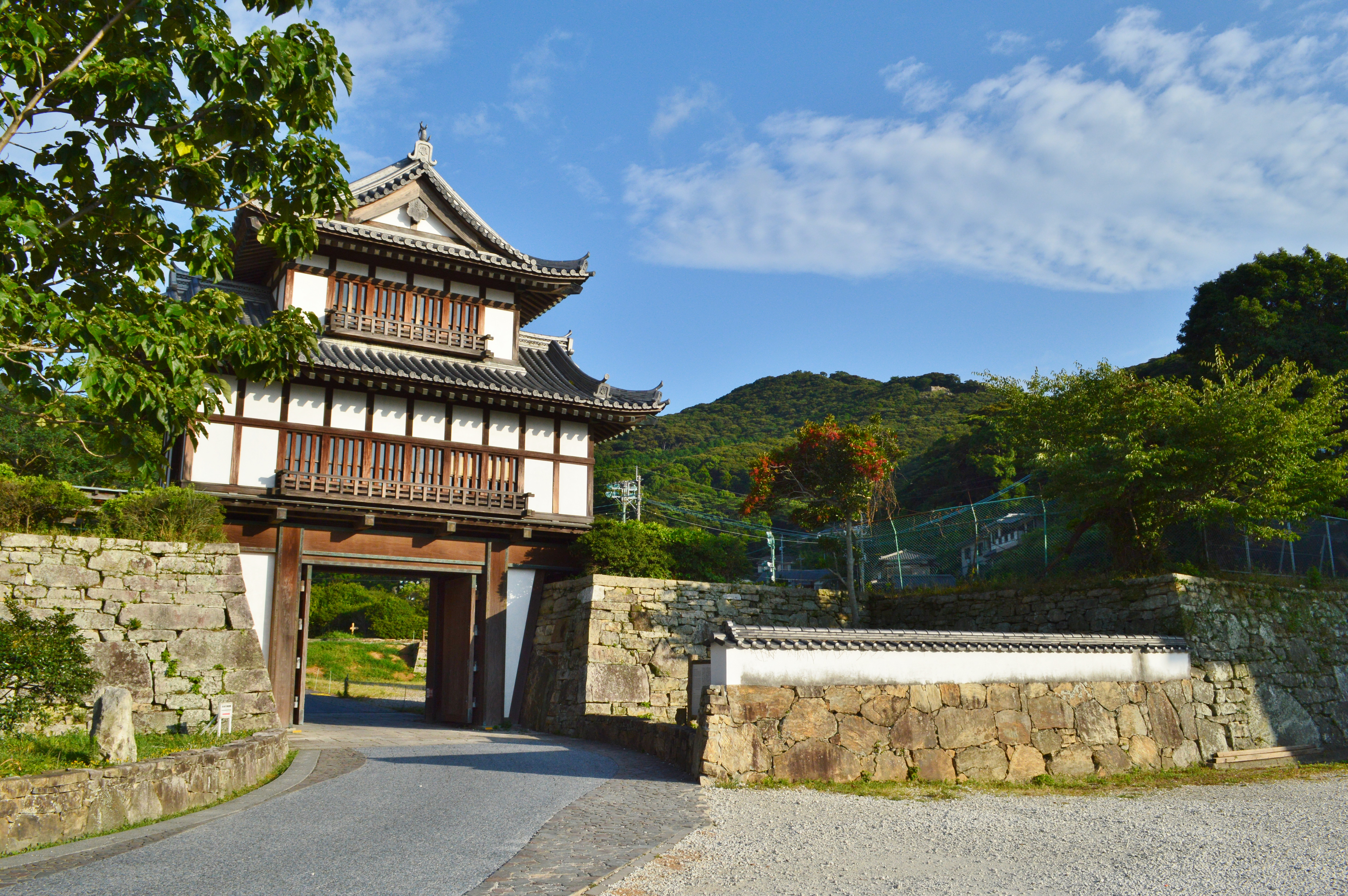
金石城櫓門から清水山城を望む

- 長崎県立対馬歴史民俗資料館
- 万松院
- 金石城跡

## アクセス
- 厳原港より徒歩20分。